# Hrvatski malonogometni kup 2018./19.
Hrvatski malonogometni kup za sezonu 2018./19. Natjecanje je osvojila "Uspinjača Gimka" iz Zagreba.

## Sustav natjecanja
Sudjeluje 16 futsal klubova, koji igraju jednostrukim kup-sustavom. Sudionici su 13 klubova koji imaju najbolji koeficijent u uspješnosti u kupu u posljednjih 5 sezona, te 3 kluba - pobjednici regionalnih kupova. Posljednje četiri momčadi igraju završni turnir. 

## Rezultati

### Osmina završnice
Igrano od 2. do 16. veljače 2019. godine.

| datum             | klub1                    | rez. | klub2                       | napomene, izvještaji          |
| ----------------- | ------------------------ | ---- | --------------------------- | ----------------------------- |
| 2. veljače 2019.  | Petrinjčica Petrinja     | 5:4  | Kijevo Knin                 |                               |
| 9. veljače 2019.  | Urije Nova Gradiška      | 3:6  | Split                       | igrano u Starom Petrovom Selu |
| 10. veljače 2019. | Vinkovci                 | 4:3  | Našice                      |                               |
| 11. veljače 2019. | Osijek Kelme             | 0:8  | Vrgorac                     |                               |
| 12. veljače 2019. | Jesenje (Gornje Jesenje) | 2:4  | Square Dubrovnik            | igrano u Krapini              |
| 13. veljače 2019. | Uspinjača Gimka Zagreb   | 5:4  | Futsal Dinamo Zagreb        |                               |
| 13. veljače 2019. | Olmissum Omiš            | 4:5  | Novo Vrijeme Apfel Makarska |                               |
| 16. veljače 2019. | Porto Tolero Ploče       | 2:4  | Alumnus Sesvete (Zagreb)    |                               |

### Četvrtzavršnica
Igrano od 25. i 26. veljače 2019. godine.

| datum             | klub1                       | rez. | klub2                  | napomene, izvještaji |
| ----------------- | --------------------------- | ---- | ---------------------- | -------------------- |
| 25. veljače 2019. | Vinkovci                    | 1:4  | Uspinjača Gimka Zagreb |                      |
| 26. veljače 2019. | Square Dubrovnik            | 5:4  | Split                  |                      |
| 26. veljače 2019. | Novo Vrijeme Apfel Makarska | 4:2  | Vrgorac                |                      |
| 26. veljače 2019. | Alumnus Sesvete (Zagreb)    | 4:1  | Petrinjčica Petrinja   | Igrano u Sesvetama   |

### Završni turnir
Final four turnir održan u Slavonskom Brodu 15. i 16. ožujka 2019. u organizaciji kluba "Brod 035", u dvorani ŠD Viljuš".  

| klub1                    | rez.          | klub2                       | napomene, izvještaji                                 |
| poluzavršnica            | poluzavršnica | poluzavršnica               | poluzavršnica                                        |
| ------------------------ | ------------- | --------------------------- | ---------------------------------------------------- |
| Square Dubrovnik         | 3:3 (4:5 6m)  | Uspinjača Gimka Zagreb      | "Uspinjača Gimka" prošla boljim izvođenjem šesteraca |
| Alumnus Sesvete (Zagreb) | 3:2           | Novo Vrijeme Apfel Makarska |                                                      |
|                          |               |                             |                                                      |
| završnica                |               |                             |                                                      |
| Alumnus Sesvete (Zagreb) | 6:7           | Uspinjača Gimka Zagreb      |                                                      |

## Vanjske poveznice
- hns-cff.hr, Hrvatski malonogometni kup
- crofutsal.com, Hrvatski malonogometni kup
- hrfutsal.net
- futsalplanet.com, Competitions